# Coywolf

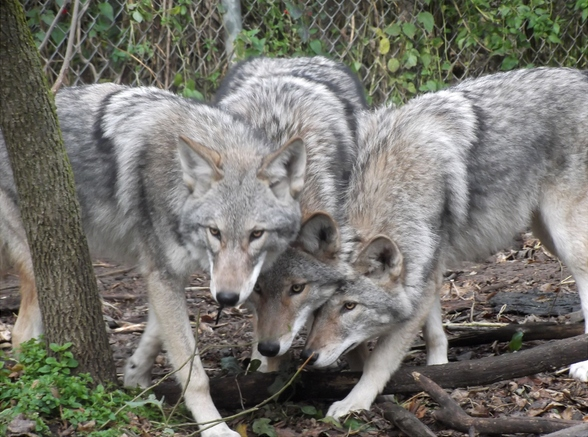
Branco di coywolf F_{1} concepiti in cattività nel Wildlife Science Center in Forest Lake, Minnesota

Coywolf è un termine informale usato per indicare un canide lupino ibrido, discendente da incroci tra coyote e lupi grigi. L'ibridazione tra le due specie è facilitata dal fatto che esse si sono diversificate solo in tempi relativamente recenti, tra 6.000 e 117.000 anni fa. Il sequenziamento dell'intero genoma di coyote e lupi ha rivelato che tutti i lupi grigi nordamericani possiedono in varia misura DNA di coyote, con percentuali più basse in Alaska e più elevate in Ontario, Québec e nelle province atlantiche del Canada. Sulla base di vari studi genetici, è stato proposto che alcune sottospecie o specie di lupo, come il lupo rosso e il lupo orientale, siano in realtà il risultato di tali incroci.
L'ibridazione tra coyote e lupi grigi fu osservata per la prima volta in natura nei primi anni Trenta e Quaranta, probabilmente in seguito allo sterminio dei lupi nell'Ontario sudorientale e nelle province marittime orientali del Canada, che permise ai coyote di colonizzare aree precedentemente occupate dai lupi, per poi incrociarsi con i pochi superstiti. Un processo simile fu osservato anche negli Stati Uniti orientali, dove lo sterminio dei lupi e la deforestazione nel XIX secolo facilitarono l'espansione dei coyote, che si incrociarono con i lupi residui. Se non si considera il lupo rosso come una specie distinta, è probabile che questo processo abbia portato alla sua origine.

## Descrizione
Gli ibridi tendono a essere più grandi dei coyote puri e mostrano comportamenti intermedi tra quelli del coyote e del lupo grigio. Un esperimento condotto in cattività, che portò alla nascita di sei cuccioli ibridi da una coyote femmina inseminata artificialmente con lo sperma di un lupo grigio, rivelò che i piccoli ibridi erano già alla nascita più grandi dei coyote puri della stessa età. All'età di sei mesi, fu osservato che i loro ululati iniziavano con toni baritonali, tipici del lupo grigio, ma si concludevano con latrati acuti simili a quelli del coyote, una caratteristica già documentata anche nel lupo rosso.
Studi condotti su ibridi selvatici nel Nordest degli Stati Uniti e nel Canada orientale hanno mostrato che essi formano gruppi sociali più cooperativi rispetto ai coyote puri e che tendono a essere meno aggressivi durante il gioco. Se anch'essi considerati ibridi, lo stesso livello di sociabilità è stato osservato anche nei lupi rossi. Sia gli ibridi del Nordest nordamericano sia i lupi rossi tendono a raggiungere la maturità sessuale intorno ai due anni d'età, molto più tardi rispetto ai coyote puri.